# ال‌جی اپتیموس بلک
ال‌جی اُپتیموس بلک (به انگلیسی: LG Optimus Black) تلفن هوشمند عرضه‌شده توسط شرکت ال‌جی الکترونیکس می‌باشد که دارای سیستم‌عامل اندروید نسخه ۲٬۲ است و در ماه مه سال ۲۰۱۲ توسط شرکت ال‌جی پخش گردید.